# Sarah Hall
Pour les articles homonymes, voir Sarah Hall (femme politique) et Hall.
Ne doit pas être confondue avec Sarah Hall, alias Sarah Vaughan, journaliste et romancière britannique
Œuvres principales
- Le Michel-Ange électrique

Sarah Hall, née en 1974 à Carlisle en Cumbria (Angleterre), est une écrivaine britannique. Son roman de 2007 Sœurs dans la guerre a remporté le prix James Tiptree Jr.

## Biographie
Sarah Hall est née en 1974 à Carlisle en Cumbria, où elle a passé son enfance dans un hameau situé à la frontière du parc national du Lake District, près du village de Bampton, qui est proche du village de Shap qui longe la route A6 (en). Sa région natale est omniprésente dans son œuvre.
Elle a d'abord étudié à l'université d'Aberystwyth University, puis obtenu un Master de l'Université de St Andrews. 

### Carrière littéraire
Elle publie un premier roman intitulé  Haweswater en 2002. Son second roman, Le Michel Ange électrique est publié en 2004 et raconte l'histoire d'un tatoueur. Son  troisième roman Sœurs dans la guerre (titre original anglais : The Carhullan Army) publié en 2007, suit une jeune femme dans un monde dystopique situé dans un futur proche en Grande-Bretagne. Elle s'échappe d'une société qui traite les femmes en boucs émissaires pour rejoindre une communauté féministe et anarchiste. 
Ce troisième roman remporte le prix John-Llewellyn-Rhys et le prix James Tiptree, Jr. en 2007. Pendant la rédaction du livre, elle est invitée à devenir écrivaine en résidence par le Ullswater Trust, une organisation  basée à Grasmere, qui soutient et encourage les écrivains.
En 2013, elle est incluse dans la liste Granta des 20 meilleurs jeunes écrivains.
En 2013 elle remporte le BBC National Short Story Award (en), un prix soutenu par l'université de Cambridge, pour sa nouvelle Mrs. Fox , qui raconte la transformation d'une femme en renarde au cours d'une promenade dans les bois avec son mari.
En 2016, Hall est élue membre de la Royal Society of Literature.
Elle remporte à nouveau le BBC National Short Story Award en 2020 pour sa nouvelle The Grotesques, devenant la première personne écrivaine à remporter ce prix deux fois. The Grotesques explore le thème des relations mères-filles, la question du privilège et des inégalités sociales,.

## Engagement
Sarah Hall parraine l'organisation Humanists UK.

## Œuvres

### Romans
- (en) Haweswater, 2002
- Le Michel-Ange électrique, Christian Bourgois, 2004 ((en) The Electric Michelangelo, 2004), trad. Jean Guiloineau, 411 p.  (ISBN 978-2267017335)
- Sœurs dans la guerre, Rivages, 2021 ((en) The Carhullan Army, 2007), trad. Éric Chedaille, 272 p.  (ISBN 978-2-7436-5305-7)Prix James Tiptree, Jr. 2007
- Comment peindre un homme mort, Christian Bourgois, 2010 ((en) How to Paint a Dead Man, 2009), trad. Éric Chédaille, 408 p.  (ISBN 978-2-267-02063-2)
- La Frontière du loup, Christian Bourgois, coll. « Littérature étrangère », 2016 ((en) The Wolf Border, 2015), trad. Éric Chédaille, 480 p.  (ISBN 978-2-267-02934-5)
- L'Atelier, Christian Bourgois, coll. « Littérature étrangère », 2023 ((en) Burntcoat, 2021), trad. Éric Chédaille, 272 p.  (ISBN 978-2-267-05246-6)

### Nouvelles
- (en) Mrs Fox, 2014
- (en) The Grotesques, 2020

### Recueils de nouvelles
- La Belle Indifférence, Christian Bourgois, coll. « Littérature étrangère », 2013 ((en) The Beautiful Indifference, 2011), trad. Éric Chédaille, 182 p.  (ISBN 978-2-267-02446-3)
- (en) Madame Zero, 2017
- (en) Sudden Traveller, 2019